# Trébabu
Trébabu è un comune francese di 384 abitanti situato nel dipartimento del Finistère nella regione della Bretagna.
Secondo la leggenda, il Re Deroch di Dumnonia invitó in Armorica Tugdual, il quale fondò Lan Pabu, divenuto poi Trébabu, e una comunità monastica. Su invito di Deroch, Tugdual sarebbe poi stato promosso vescovo.

## Società

### Evoluzione demografica
Abitanti censiti